# Belén, Boyacá
Belén är en ort i Colombia.   Den ligger i departementet Boyacá, i den centrala delen av landet, 200 km nordost om huvudstaden Bogotá. Belén ligger 2 643 meter över havet och antalet invånare är 5 411.
Terrängen runt Belén är kuperad åt sydost, men åt nordväst är den bergig. Belén ligger nere i en dal. Runt Belén är det ganska tätbefolkat, med 62 invånare per kvadratkilometer. Närmaste större samhälle är Santa Rosa de Viterbo, 14,9 km sydväst om Belén. I omgivningarna runt Belén växer i huvudsak städsegrön lövskog.